# CLT panel

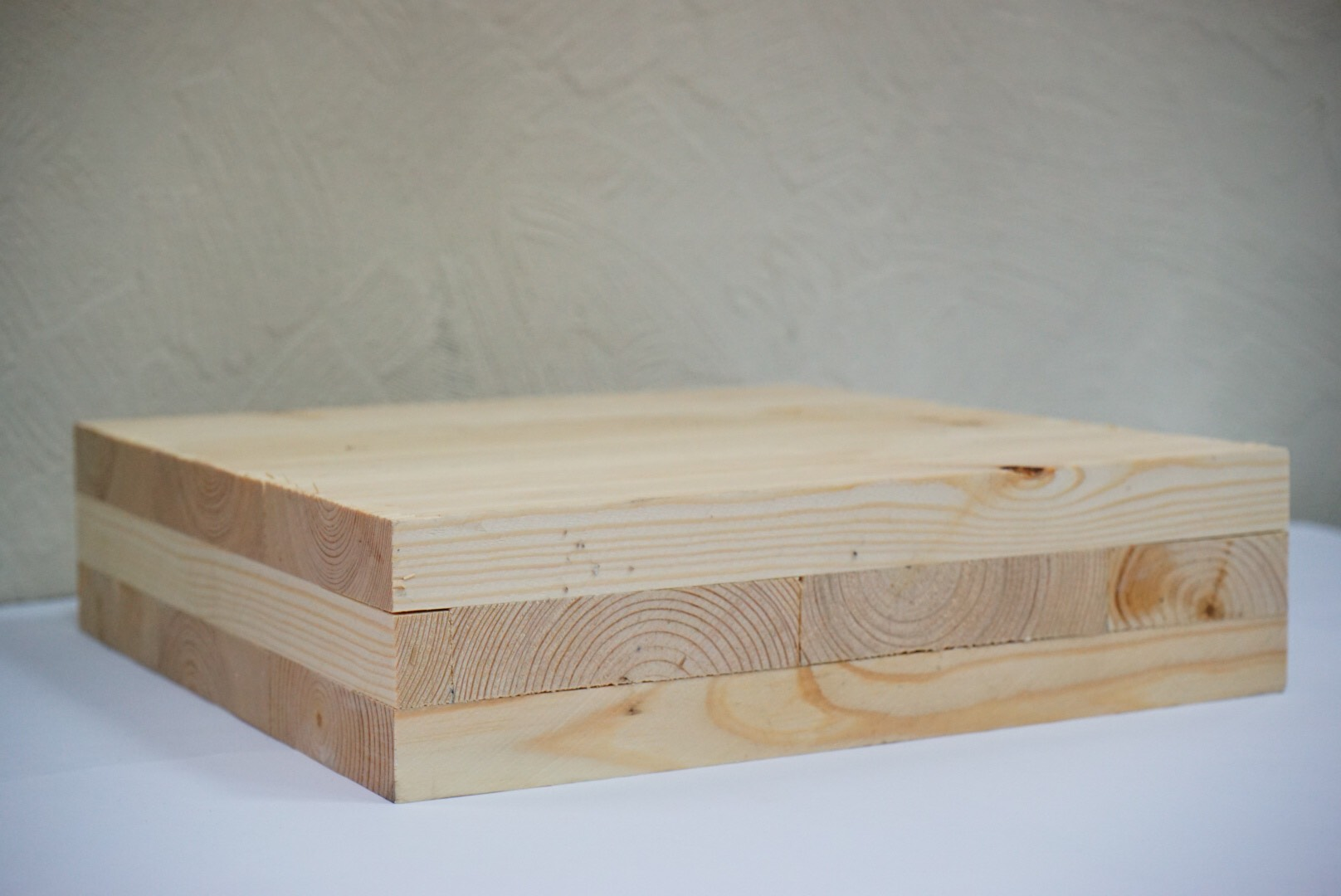
Detail CLT desky

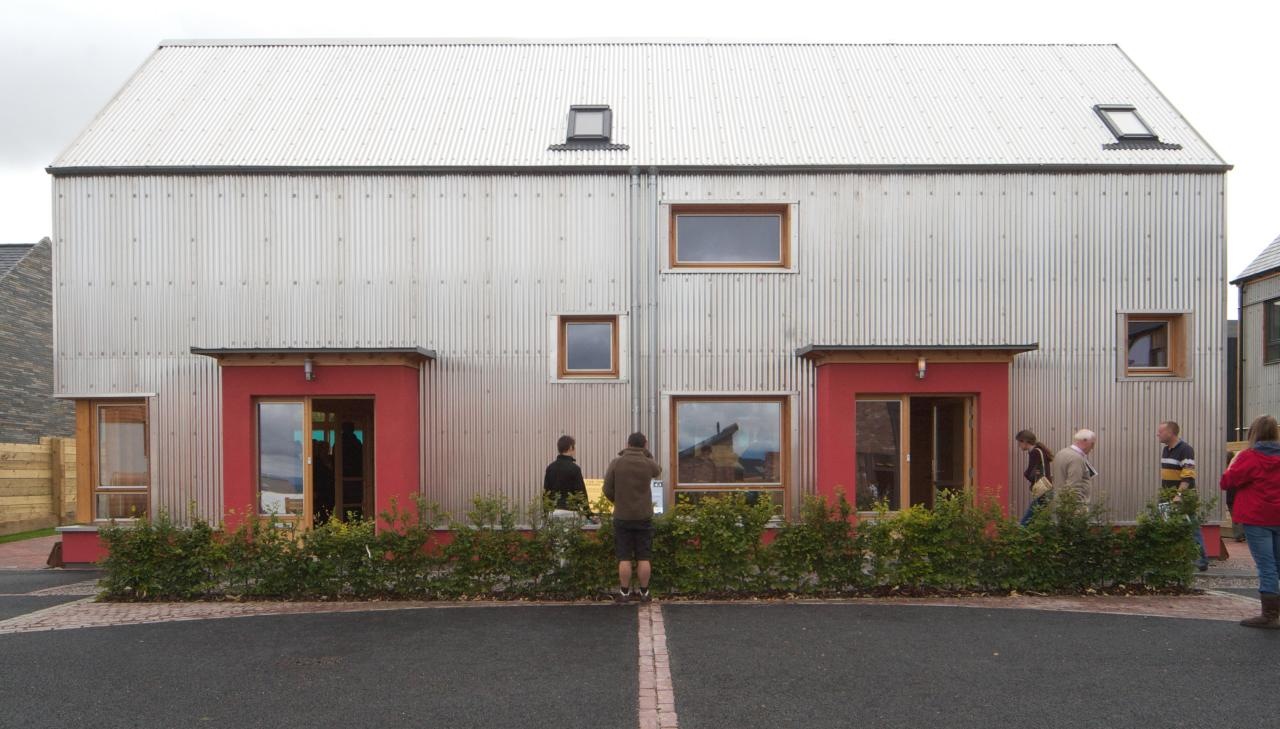
Rodinný dům ve Skotsku, jehož konstrukci tvoří CLT panely

CLT panel (z anglického cross-laminated timber, neboli křížem vrstvené dřevo) nazývaný též jako KHL desky je ve stavebnictví dřevěný panel vyrobený z masivního řeziva. Skládá se z několika slepených vrstev, které jsou pro lepší pevnost umístěny příčně.
V Česku se CLT panely z vrstveného dřeva používají hlavně pro stavbu rodinných domů. Jinde ve světě se z tohoto materiálu běžně staví vícepatrové bytové domy či administrativní budovy.

## Vlastnosti
Stavby z CLT panelů jsou přesné, lehké, rozměrově stálé, vzduchotěsné, difúzně otevřené (částečně paropropustné), mají vysokou statickou únosnost. Konstrukce CLT stavby je díky prefabrikaci prvků lehce a rychle proveditelná – hrubou stavbu rodinného domu z CLT panelů lze dokončit za tři dny. Dřevo je oproti použití železobetonu ohleduplnější k životnímu prostředí. V exteriéru je potřeba tyto dřevěné panely dostatečně izolovat (polystyrenem, minerální vatou, dřevovláknitými desky,...), aby se zabránilo hnilobě.
Nevýhodou tohoto stavebního materiálu mohou být komplikované opravy jednotlivých částí či vyšší cena oproti TBF systému dřevostaveb. Oproti např. rámové dřevostavbě je potřeba více stavební techniky, včetně nákladních aut a jeřábu (jako u všech velkorozměrových prefabrikovaných systémů).